# Swiss Art Award

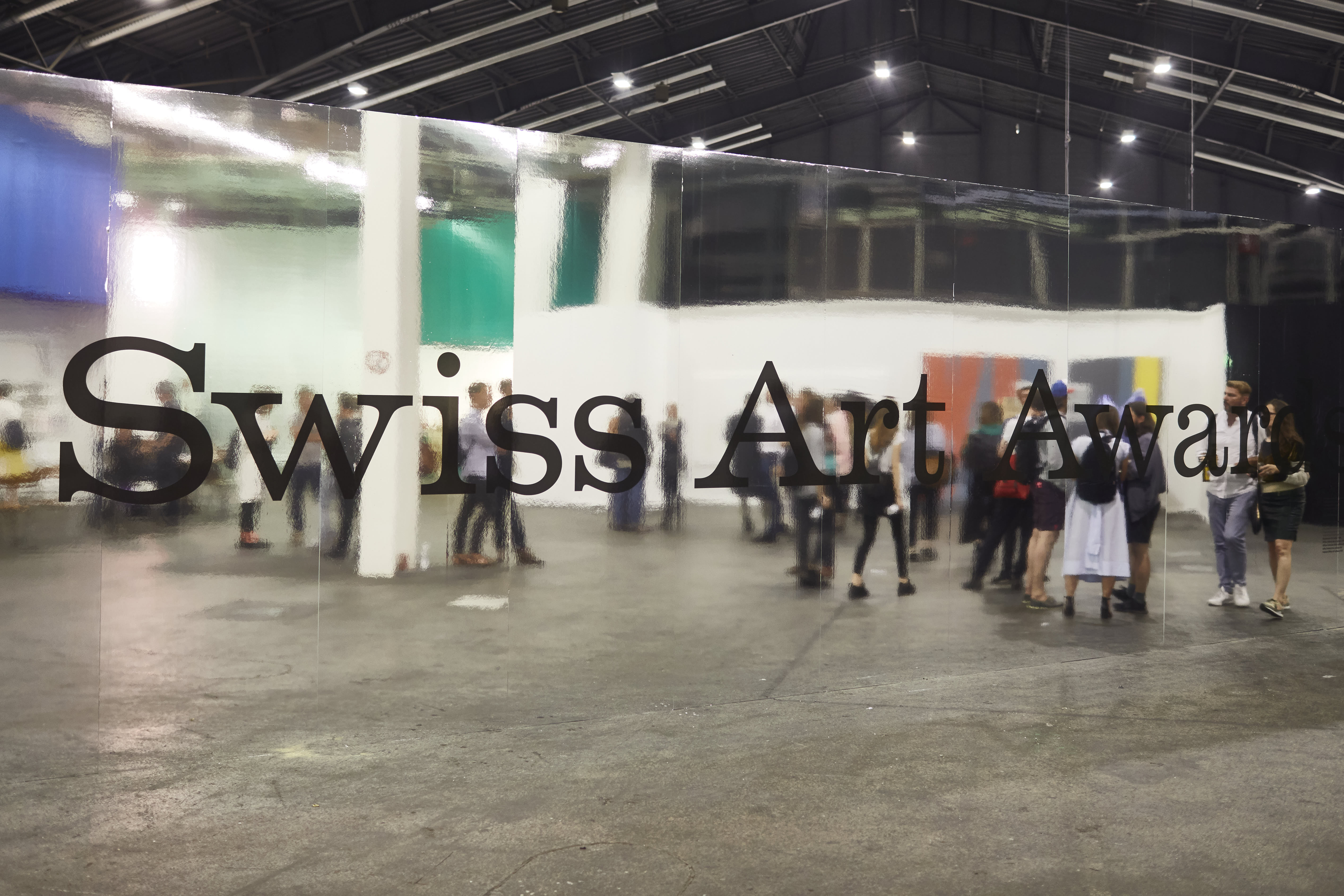
Swiss Art Awards 2018

Der Swiss Art Award (früher Eidgenössisches Kunststipendium und Eidgenössischer Preis für freie Kunst) ist ein schweizerischer Kunstpreis für junge Künstlerinnen und Künstler, der jährlich vom Eidgenössischen Departement des Innern vergeben wird.

## Geschichte und Regularien
Der Preis wurde erstmals 1899 als Eidgenössisches Kunststipendium für Reisestipendien nach München, Paris und Florenz im Rahmen eines jährlichen Wettbewerbs vergeben. Die Preisträger, begabte, jüngere Schweizer Künstlerinnen und Künstler, werden nach Beratung mit der neunköpfigen Eidgenössischen Kunstkommission durch das Bundesamt für Kultur ausgewählt. Von 1916 bis 2012 war das Höchstalter auf 40 Jahre festgesetzt. Seit 1944 werden die Arbeiten der Preisträger und seit 1947 die Arbeiten aller, die sich beworben haben, öffentlich ausgestellt.
1994 wurde das «Eidgenössische Kunststipendium» in «Eidgenössischer Preis für freie Kunst» umbenannt. Seit 2014 wird der Wettbewerb unter dem Titel Swiss Art Award geführt. Die Höhe der Preise beträgt 25 000 Franken, ein Künstler oder eine Künstlerin kann höchstens dreimal ein Studienstipendium erhalten. Aus mehreren hundert Einreichungen werden jährlich 55 Personen final für die zweite Runde ausgewählt und unter diesen schliesslich 11 Preise zugesprochen. Die Preise werden in den Kategorien Kunst, Architektur sowie Kritik, Edition, Ausstellung vergeben. In der fast 110-jährigen Geschichte des Kunstpreises haben sich bisher 15 000 Teilnehmerinnen und Teilnehmer um einen Preis beworben, etwa 1 400 von ihnen haben den Preis erhalten.

## Bekannte Stipendiaten

### Eidgenössisches Kunststipendium
- Hubertus Adam, 2004
- Marguerite Ammann, 1940
- John Armleder, 1979,1978
- Leopold Banchini, 2013
- Silvia Bächli, 1984
- Jakob Bill, 1969, 1971
- Jürgen Brodwolf, 1955
- Buchner Bründler, 2003
- Gion A. Caminada, 1996, 2010
- Daniel Cartier, 1977, 1980
- MacIver-Ek Chevroulet, 2021
- Bearth & Deplazes, 1992
- Degelo Morger, 1992
- Roger Diener, 2009
- EMI Architekt*innen, 2019
- Max Dudler, 1985
- Hansjürg Egli, 1988
- Marianne Eigenheer, 1980, 1981
- EM2N, 2004
- Frank Escher, 1995
- Helmut Federle, 1972, 1969
- Lélo Fiaux, 1944
- Pascal Flammer, 2006
- Fischli/Weiss, 1985
- Sylvie Fleury, 1993, 1992
- Franz Gertsch, 1971
- Silvia Gmür, 2011
- Ivano Gianola, 1980
- Ernst Gisel, 1950, 1951
- Romina Grillo, 2022
- Gregor (1944–1984), 1981
- Eric Hattan, 1985, 1987
- Jacques Herzog & Pierre de Meuron, 1978
- Felix Stephan Huber, 1985
- Jüngling & Hagmann, 1994
- Christian Kerez, 1999
- Gramazio & Kohler, 2004
- James Licini, 1974
- Bernhard Luginbühl, 1956, 1950
- Urs Lüthi, 1974
- Maria Conen, 2015
- Miller Maranta, 1997, 2013
- Peter Märkli, 2017
- Meili Peter, 2019
- Pascal Müller, 2003
- Valerio Olgiati, 1994, 1995
- Alfred Pauletto, 1960, 1961
- Stefan Pente, 1995
- pool Architekten, 2014
- Markus Raetz, 1965, 1963
- Dries Rodet, 2017
- Pipilotti Rist, 1993, 1991
- Hans Schärer, 1958
- Adrian Schiess, 1981
- Luigi Snozzi, 2018
- Raoul Sigl, 2015
- Roman Signer, 1974, 1973
- Dino Simonett, 1988
- Peter Sigrist, 2003
- Hasler Staufer, 2015
- Hasler Stump, 1994
- Martin Steinmann, 2016
- Beat Streuli, 1988, 1986
- Ralph Thut, 1969
- Charlotte Truwant, 2017
- Liviu Vasiu, 2022
- Günther Vogt, 2012
- Brauen Wälchli, 1993, 1994
- Andy Wildi, 1973, 1975, 1978
- Daniel Zamarbide, 2013
- Rémy Zaugg, 1971, 1970
- Lamunière & Devanthéry, 2011
- Peter Zumthor, 2006

| - Esther Eppstein, 2003, 2006 - Robert Estermann, 2005, 2007, 2009 - Bob Gramsma, 1995, 1996, 2001 - Yves Netzhammer, 2000, 2002, 2006 - Karim Noureldin, 1997 - Élodie Pong, 2006 - Ugo Rondinone, 1991, 1994, 1995 - Christine Streuli, 2004, 2005, 2006 - Andro Wekua, 2003 | (Quelle: ) - Heinz Wirz, 2003 - Axel Simon, 2006 - Daniel A. Walser, 2007 - Ramun Fidel Capaul, 2008 |

## Andere vom Bundesamt für Kultur vergebene Kunstpreise
Das Stipendium der Kiefer Hablitzel Stiftung wird im Rahmen eines Wettbewerbs an mehrere Personen unter 30 Jahren verliehen. Stipendiatinnen und Stipendiaten waren bisher unter anderen John Armleder, Samuel Buri, Martin Disler, Leiko Ikemura, Markus Raetz, Klaudia Schifferle, Andro Wekua, Christoph von Tetmajer, Rémy Zaugg und Urs Fischer.
Der Meret-Oppenheim-Preis wird jährlich an einen oder mehrere bereits anerkannte Schweizer Künstler, Architekten und Kunstvermittler die älter als 40 Jahre sind, vom Bundesamt für Kultur auf Empfehlung der Eidgenössischen Kunstkommission, vergeben. Er ist mit je 40 000 Franken dotiert.